# خانلار قشلاقی حاج الم‌قلی
خانلار قشلاقی حاج‌ الم‌قلی، روستایی در دهستان اصلاندوز شرقی بخش مرکزی شهرستان اصلاندوز در استان اردبیل ایران است.

## جمعیت
بر پایه سرشماری عمومی نفوس و مسکن در سال ۱۳۹۵، جمعیت این روستا برابر با ۲۷۴ نفر (۷۰ خانوار) بوده‌است.